# Пірникоза-голіаф
Пірникоза-голіаф (Podiceps major) — вид водних птахів родини пірникозових (Podicipedidae).

## Поширення
Вид поширений в Південній Америці. Трапляється в Чилі, Аргентині, Уругваї, Парагваї та на півдні Бразилії. Ізольований субареал знаходиться вздовж тихоокеанського узбережжя Перу. Мешкає на озерах, повільних річках та болотах.

## Опис
Досить велика пірникоза. Тіло завдовжки 67–80 см. Вага близько 1600 грам. Верхня частина тіла чорного кольору. Голова попелясто-сіра з червонувато-карими очима. Шия та груди рудувато-коричневі. Черево — біле.

## Спосіб життя
У гніздовий період птахи трапляються у внутрішніх водоймах, у позашлюбний сезон спостерігаються також на морському узбережжі. Живе у змішаних зграях з іншими водними птахами. Живиться рибою, рідше водними комахами, молюсками і ракоподібними. Сезон розмноження триває з жовтня по січень, у Перу починається у вересні. Гніздиться невеликими колоніями. Гнізда облаштовує на плавучих або стаціонарних платформах з рослинних решток, які будують на мілководді. У кладці 3-5 яєць. За рік може бути два виводки.

## Підвиди
- P. m. major, (Boddaert, 1783) — трапляється на більшій частині ареалу.
- P. m. navasi, (Manghi, 1984) — живе в чилійських фіордах та в андському озері Янкіуе. У негніздовий період мігрує до морських районів, насамперед навколо острова Чилое біля західного узбережжя Чилі .